# Styrketräningsövning

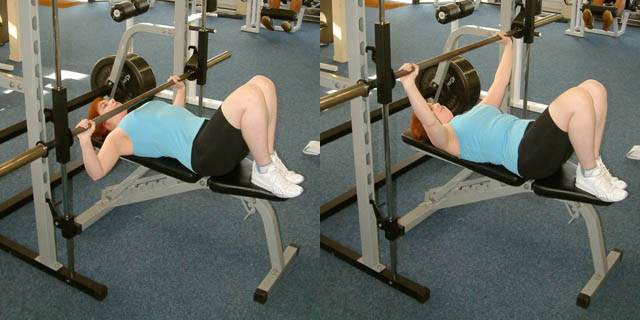
Övningen bänkpress, här utförd i en Smithmaskin.

Styrketräningsövning är en övning inom styrketräning och betyder att en muskelgrupp har genomfört ett rörelsemönster enligt en viss träningsmetod med ett förutbestämt antal set. Oavsett om en viss variation utförs gällande vinklar anses det vara en annan övning, även om samma muskelgrupp tränas. När det gäller staggered grips-metoden är vinklarna, så att säga, i muskelns längdriktning och räknas då inte som övningar. Det finns både rena styrkeövningar som utförs långsamt och pulsövningar som bör utföras snabbt. I styrkeövningar är det viktigt att träna muskelns fulla längd.
Övningar kan delas in i ett antal grundgrupper gällande utrustning, och i detta fallet görs indelning på följande sätt: 
- Hantel
- Skivstång
- Träningsmaskin

## Övningar
Dessa övningar används med fördel i olika träningsprogram, som finns i ett antal varianter, eller var och en för sig.

| Kroppsdel        | Kroppsdel        | Övning         | Övning             | Övning                 |
| ---------------- | ---------------- | -------------- | ------------------ | ---------------------- |
| Grupp            | Muskel           | Redskap        | Gymspråk           | Svenska                |
| Axel             | Deltoid          | Hantel         |                    | Hantellyft åt sidan    |
| Axel             | Deltoid          | Träningsmaskin |                    | Kabellyft åt sidan     |
| Axel             | Deltoid          | Träningsmaskin | Drag mot hakan     | Stående rodd           |
| Bröst centrum    | Pectoralis major | Skivstång      | Bänkpress          | Skivstångs bröstpress  |
| Bröst centrum    | Pectoralis major | Hantel         | Hantelpress        | Hantel bröstpress      |
| Lår framsida     | Quadriceps       | Träningsmaskin | Leg extension      | Benspark               |
| Lår framsida     | Quadriceps       | Träningsmaskin | Leg press          | Benpress               |
| Lår framsida     | Rectus femoris   | Träningsmaskin | ?                  | Excentrisk benpendling |
| Vader            | Gastrocnemius    | Träningsmaskin | Calfpress          | Stående vadpress       |
| Vader            | Soleus           | Träningsmaskin | Sittande calfpress | Sittande vadpress      |
| Överarm framsida | Biceps brachii   | Hantel         | Hantelcurl         | Hantel armböj          |
| Överarm framsida | Biceps brachii   | Skivstång      | Skivstångscurl     | Skivstångs armböj      |
| Överarm framsida | Biceps brachii   | Träningsmaskin | Kabelcurl          | Kabel armböj           |